# Sportler des Jahres 1999 (Deutschland)
Die Sportler des Jahres 1999 in Deutschland wurden von Fachjournalisten gewählt und am 19. Dezember im Kurhaus von Baden-Baden ausgezeichnet. Veranstaltet wurde die Wahl zum 53. Mal von der Internationalen Sport-Korrespondenz (ISK).
Der Titel als Sportler des Jahres ging an Skisprung-Weltmeister Martin Schmitt, der gemeinsam mit seinen Teamkollegen auch als Teil der Mannschaft des Jahres geehrt wurde. Die Tennisspielerin und French-Open-Siegerin Steffi Graf erhielt im Jahr ihres Rücktritts zum fünften Mal (zuvor 1986 bis 1989 viermal in Folge) die Auszeichnung als Sportlerin des Jahres. Graf war wie bereits bei ihren letzten beiden Ehrungen nicht anwesend, während Schmitt – der zuvor im polnischen Zakopane einen Doppelsieg im Weltcup gefeiert hatte – für den Festakt eingeflogen wurde. Die Auszeichnungen für Schmitt, Graf und die Skispringer wurden jeweils als „Favoritensiege“ angesehen. Als Juniorsportlerin des Jahres kürte die Stiftung Deutsche Sporthilfe die Sprinterin Sina Schielke.

## Männer
| Platz | Sportler              | Sportart        | Punkte | Erfolge 1999                                                                         |
| ----- | --------------------- | --------------- | ------ | ------------------------------------------------------------------------------------ |
| 1.    | Martin Schmitt        | Skispringen     | 3584   | Doppelweltmeister Großschanze (Einzel- und Mannschaftsspringen), Gesamtweltcupsieger |
| 2.    | Charles Friedek       | Leichtathletik  | 1301   | Weltmeister Dreisprung                                                               |
| 3.    | Sven Fischer          | Biathlon        | 1280   | Weltmeister Einzel 20 km und Gesamtweltcupsieger                                     |
| 4.    | Jan Ullrich           | Straßenradsport | 1271   | Sieger Vuelta a España, Weltmeister Zeitfahren                                       |
| 5.    | Lothar Matthäus       | Fußball         | 1265   | Deutscher Meister mit dem FC Bayern München                                          |
| 6.    | Heinz-Harald Frentzen | Formel 1        | 1128   | Dritter der Weltmeisterschaft mit zwei Saisonsiegen                                  |
| 7.    | Erik Zabel            | Straßenradsport | 1077   | Grünes Trikot Tour de France                                                         |
| 8.    | Arnd Schmitt          | Fechten         | 1038   | Weltmeister Degen-Einzel                                                             |
| 9.    | Karsten Kobs          | Leichtathletik  | 0556   | Weltmeister Hammerwurf                                                               |
| 10.   | Dariusz Michalczewski | Boxen           | 0336   | Verteidigung des Titels als WBO-Halbschwergewichtsweltmeister                        |

## Frauen
| Platz | Sportler                 | Sportart       | Punkte | Erfolge 1999                                                       |
| ----- | ------------------------ | -------------- | ------ | ------------------------------------------------------------------ |
| 1.    | Steffi Graf              | Tennis         | 3393   | Siegerin bei den French Open                                       |
| 2.    | Gunda Niemann-Stirnemann | Eisschnelllauf | 2698   | Weltmeisterin Mehrkampf, 3000 m und 5000 m                         |
| 3.    | Astrid Kumbernuss        | Leichtathletik | 2010   | Weltmeisterin Kugelstoßen                                          |
| 4.    | Sandra Völker            | Schwimmsport   | 1953   | Kurzbahnweltmeisterin 50 m Rücken                                  |
| 5.    | Martina Zellner          | Biathlon       | 0708   | Doppelweltmeisterin Sprint und Staffel                             |
| 6.    | Sabine Bau               | Fechten        | 0661   | Vizeweltmeisterin Florett-Einzel, Weltmeisterin mit der Mannschaft |
| 7.    | Kathrin Boron            | Rudern         | 0496   | Weltmeisterin Doppel-Zweier                                        |
| 8.    | Anja Rücker              | Leichtathletik | 0455   | Vizeweltmeisterin 400 m                                            |
| 9.    | Hilde Gerg               | Ski Alpin      | 0360   | Gesamtweltcupzweite                                                |
| 10.   | Franka Dietzsch          | Leichtathletik | 0350   | Weltmeisterin Diskuswurf                                           |

## Mannschaften
| Platz | Sportler               | Sportart       | Punkte | Erfolge 1999                                                  |
| ----- | ---------------------- | -------------- | ------ | ------------------------------------------------------------- |
| 1.    | Skispringer-Mannschaft | Skispringen    | 3529   | Weltmeister Großschanze                                       |
| 2.    | Biathlon-Frauen        | Biathlon       | 1909   | Weltmeisterinnen Staffel                                      |
| 3.    | Bahnrad-Vierer         | Bahnradsport   | 1215   | Weltmeister Mannschaftsverfolgung                             |
| 4.    | Florett-Fechterinnen   | Fechten        | 1026   | Weltmeisterinnen                                              |
| 5.    | THW Kiel               | Handball       | 0897   | Deutscher Meister und Pokalsieger                             |
| 6.    | FC Bayern München      | Fußball        | 0894   | Deutscher Meister                                             |
| 7.    | McLaren-Mercedes       | Automobilsport | 0739   | Formel-1-Vizeweltmeister Konstrukteurswertung und Fahrertitel |
| 8.    | SSV Ulm 1846           | Fußball        | 0716   | Dritter der 2. Bundesliga                                     |
| 9.    | Dressurreiter-Equipe   | Dressurreiten  | 0582   | Europameister                                                 |
| 10.   | Springreiter-Equipe    | Springreiten   | 0538   | Europameister                                                 |